# Битва на Араре
Битва на Араре — сражение между племенем гельветов и тремя римскими легионами под командованием Гая Юлия Цезаря в 58 до н. э. на реке Арар. Эта битва была первым крупным сражением Галльской войны.

## Предыстория
В 61 до н. э. Оргеториг — вождь племени гельветов, населявших территорию современной Швейцарии, — вступил в тайное соглашение со знатью и убедил общину покинуть свои земли и овладеть верховной властью над всей Галлией. На подготовку отводилось три года. В 58 до н. э. гельветы начали движение и к концу марта вышли к реке Родан около Генавы. Узнав о том, что гельветы решили пройти через землю покорённых Римом аллоброгов, Цезарь спешно приезжает в Генаву. Между Цезарем и послами гельветов прошли переговоры, в результате которых Цезарь отказал им в проходе через долину Родана. Когда гельветы двинулись через области секванов и эдуев, те обратились за помощью к Цезарю.

## Ход битвы
Гельветы переправлялись через реку Арар на плотах и лодках. Как только разведчики сообщили Цезарю, что гельветы перевели через реку уже три четверти своих сил, он с тремя легионами напал на ту часть, которая ещё оставалась на берегу. Так как гельветы не были готовы к бою и не ожидали нападения, многие из них полегли на месте, остальные бросились бежать и укрылись в ближайших лесах.

## Последствия
Гельветы, которые переправились через Арар, наткнулись в районе главного города эдуев Бибракты на армию Цезаря и были наголову разбиты.